# Neue Rundschau
Neue Rundschau, anterior Die neue Rundschau (germană: [diː ˈnɔʏ.ə ˈʁʊntˌʃaʊ]), este o revistă literară trimestrială germană fondată în 1890 și editată de S. Fischer Verlag. Cu peste 100 de ani de istorie continuă, ea este una dintre cele mai vechi publicații culturale din Europa.

## Istoric
Criticul de teatru Otto Brahm și editorul Samuel Fischer au fondat revista în 1890 cu titlul Freie Bühne für modernes Leben (Scena liberă pentru viața modernă). Ei au vrut să ofere o platformă săptămânală pentru dezvoltarea unor noi curente artistice precum naturalismul. În practică, revista nu s-a limitat la prezentarea unei singure forme de artă, ci a inclus, de asemenea, articole referitoare la activitatea teatrală. În 1892, după o serie de discuții cu privire la focalizarea artistică a revistei, ea a fost redenumită pentru prima dată ca Freie Bühne für den Entwickelungskampf der Zeit (Scena liberă pentru lupta pentru Dezvoltare Timpului), devenind o publicație cu apariție lunară și cu un conținut mai popular. Otto Julius Bierbaum a preluat funcția de redactor-șef al revistei în 1893 și a denumit-o Neue Deutsche Rundschau. Din cauza divergențelor cu Samuel Fischer a demisionat din funcție după numai patru luni.
Din 1894 până în 1922 Oskar Bie a fost redactorul-șef al revistei. În 1904 el a redenumit-o Die neue Rundschau. Revista a devenit unul dintre cele mai importante forumuri pentru literatura modernă din Imperiul German și apoi din Republica de la Weimar. Datorită legăturilor sale cu editura S. Fischer Verlag, scriitori importanți au publicat aici primele ediții ale unor opere. Alfred Kerr și Robert Musil au publicat în această revistă, la fel și Alfred Döblin, care a scris din 1919 până în 1922 sub pseudonimul Left Poot.
Bie a fost succedat ca redactor-șef de Rudolf Kayser și în 1932 de Peter Suhrkamp. Revista a fost interzisă la sfârșitul anului 1944 de către regimul nazist și a reapărut în 1945 la Stockholm, sub redacția lui Gottfried Bermann-Fischer, exilat din Germania.
Neue Rundschau este editată în prezent la Berlin și publicată trimestrial.

## Conținut
Fiecare număr trimestrial are o focalizare tematică, cu articole elaborate de scriitori, oameni de știință și filosofi. În plus, aici au apărut cronici literare ale unor opere naționale și internaționale și traduceri de texte literare.

## Primele publicări ale unor opere literare
Revista a publicat în premieră mai multe texte literare. Printre autorii care au publicat scrieri noi s-au aflat Rainer Maria Rilke, Arthur Schnitzler, Thomas Mann (care a publicat aici în 1896 nuvela „Der kleine Herr Friedemann”), Gerhart Hauptmann (a publicat „Das Hirtenlied” în 1904) și Wilhelm Boelsche („Zukunft der Menschheit”). Au apărut aici romanul Kreuzungen de Emil Strauß, „Über Liebe und Ehe” de Ellen Key, „Ein Glück” de Thomas Mann, „Neue Schauspielkunst” de Alfred Kerr și „Der kleine Held” de Richard Dehmel. Hermann Hesse a publicat aici, pentru prima dată, povestirea „Kinderseele” în 1919. Musil a vrut să publice aici în 1914 nuvela „Metamorfoza” a lui Franz Kafka, dar textul a fost considerat prea lung; revista a publicat însă în 1922 povestirea „Un artist al foamei” a lui Kafka.